# Cerithioclava
Cerithioclava là một chi ốc biển, là động vật thân mềm chân bụng sống ở biển trong họ Cerithiidae.

## Các loài
Các loài trong chi Cerithioclava bao gồm:
- Cerithioclava garciai Houbrick, 1986[2]